# 개시 코돈

사람 미토콘드리아 DNA MY-ATP6 유전자의 개시 코돈. 개시 코돈은 파란색 동그라미가 쳐져 있다. 각 뉴클레오타이트 트리플렛에 대해 대응하는 아미노산이 알파벳 하나로 표시되어 있다. MT-ATP8에 대한 +1 해독구조는 빨갛게, MT-ATP6에 대한 +3 해독구조는 파랗게 써 있다. 이 영역에서 두 유전자는 중첩유전자이다.

개시 코돈(start codon, initiating codon) 또는 시작 코돈은 리보솜에 의해 번역되는 전령 RNA(mRNA)의 첫 번째 코돈이다. 개시 코돈은 항상 진핵생물과 고세균에서는 메티오닌을 암호화하며, 세균과 미토콘드리아, 색소체에서는 N-폼일메티오닌(fMet)을 암호화한다. 가장 흔한 개시 코돈은 AUG이며, 대응하는 DNA 서열에서는 ATG이다. AUG 코돈이 중간에 오면 개시 코돈에 아닌 메티오닌을 지정하는 코돈으로 사용된다.
개시 코돈은 종종 5' 비번역 부위(5' UTR)보다 뒤에 온다. 원핵생물의 경우 리보솜결합부위를 포함하고 있다.

## AUG가 아닌 개시 코돈
표준적인 AUG 개시 코돈이 아닌 다른 개시 코돈은 원핵생물(세균, 고세균)과 진핵생물에서 모두 발견된다. AUG 이외의 개시 코돈이 원래는 다른 아미노산을 암호화한다고 하여도, 이 코돈이 단백질의 처음에 온다면 메티오닌으로 번역된다. 이는 번역 개시에 별개의 운반 RNA(tRNA)가 이용되기 때문이다.

### 진핵생물
AUG가 아닌 다른 개시 코돈은 진핵생물 유전자에서는 매우 드물다. 그러나 몇몇 세포 mRNA에서 자연적으로 AUG가 아닌 개시 코돈이 발생한다고 보고된 바 있다. 이수소엽산 환원효소의 AUG 개시 코돈에 발생할 수 있는 9가지의 단일 염기 치환 중 7가지가 포유류 세포에서 번역 개시 부위로 기능할 수 있다. 원래의 표준 경로인 Met-tRNA Met과 AUG 코돈 경로에 더하여, 포유류 세포는 CUG 코돈에 대응하여 특이적인 류신-tRNA를 사용하면서 류신으로 번역을 개시할 수 있다.
칸디다 알비칸스(Candida albicans)는 CAG 개시 코돈을 사용한다.

### 원핵생물
원핵생물은 주로 GUG와 UUG 등의 AUG 이외 개시 코돈을 더 많이 사용한다. 이러한 AUG 이외의 개시 코돈이 쓰인다는 사실과 그 빈도가 진핵생물과 비교했을 때 높다는 사실은 공통 조상 이론을 반박하기 위해 연구되어 왔다.
대장균(E. coli)은 83% AUG (3542/4284), 14% (612) GUG, 3% (103) UUG를 개시 코돈으로 사용한다. 그리고 AUU로 개시 코돈으로 이용할 수 있으며, 아마 CUG도 이용될 것이라고 여겨진다.
AUG 개시 코돈을 가지지 않는 잘 알려진 암호화 부위는 대장균의 락토스 오페론에 존재하는 lacI (GUG)과 lacA (UUG)이다. 한편 17개 이상의 AUG가 아닌 개시 코돈이 대장균의 번역을 개시할 수 있다고 밝혀졌다.

### 미토콘드리아
미토콘드리아 유전자는 사람에서 AUA, AUG를 개시 코돈으로 사용하는 등 보다 많이 AUG 이외의 개시 코돈을 이용한다. 이러한 예시들은 NCBI에서 열람할 수 있다.

## 같이 보기
- 센트럴 도그마
- 전령 RNA
- 종결 코돈
- 운반 RNA
- 번역 (생물학)